# Agesipoli III
Agesipoli III (in greco antico: Ἀγησίπολις?, Agesìpolis; Sparta, anni 240 a.C. – Mar Egeo, 183 a.C.) fu l'ultimo re di Sparta della famiglia degli Agiadi; regnò dal 219 al 215 a.C.

## Biografia
Agesipoli III era figlio di un altro Agesipoli, a sua volta figlio di Cleombroto II e di Chilonide, figlia di Leonida II e di Cratesiclea.
Salì al trono minorenne nel 219 a.C., dopo il periodo repubblicano di Sparta (221-219 a.C.), successivo alla battaglia di Sellasia (222 a.C.) che aveva visto la sconfitta dei Lacedemoni ad opera dei Macedoni e della Lega achea. Tale sconfitta aveva decretato la fine della diarchia e la restaurazione dell'eforato, precedentemente abolito da Cleomene III nel 227 a.C.
Dato che Cleomene, l'ultimo re della dinastia agìade prima della parentesi repubblicana, si era suicidato e i suoi figli erano stati giustiziati ad Alessandria per ordine del re Tolomeo IV, il trono fu assegnato ad Agesipoli, pronipote di Cleomene in quanto nipote di sua sorella Chilonide. Dato che Agesipoli era ancora minorenne, la reggenza fu esercitata da uno zio, anch'egli di nome Cleomene.
Sul trono euripontide sedette invece Licurgo, che depose Agesipoli nel 215 a.C. e regnò da solo fino al 211 a.C., anno della sua morte, dopodiché il trono passò formalmente al figlio appena nato Pelope ma in pratica cadde in mano ai tiranni, dapprima Macanida e poi Nabide.
Agesipoli, appoggiato dagli esuli spartani, tentò invano di riconquistare il trono partecipando al fianco dei romani, guidati da Tito Quinzio Flaminino, alla guerra contro Nabide (195 a.C.).
Nel 183 a.C., mentre era in viaggio per mare verso Roma per un'ambasceria, come rappresentante degli esuli spartani, fu attaccato ed ucciso dai pirati.